# Jano
Jano (en latín Janus, Ianus), en la mitología romana, es el dios de los comienzos, las puertas y los finales. Por eso le fue consagrado el primer mes del año (enero) y se le invocaba públicamente el primer día de enero, mes que derivó de su nombre (que en español pasó del latín Ianuarius a Janeiro y Janero y de ahí derivó a enero). Jano, como Bifronte o Gémino, es representado con dos caras, y no tiene equivalente en la mitología griega. El Janículo, colina ubicada en Roma, debe su nombre a este dios.  Jano era uno de los di selecti o veinte dioses ‘elegidos’ más importantes de Roma.
Jano era invocado en todos los sacrificios.  Una de sus caras mira hacia atrás y otra hacia delante, así observa los acontecimientos pasados y mira hacia el futuro. Algunos lo llaman dios del día, y a causa de la salida y puesta del sol se le representa en el cielo; su salida y puesta se le representa con dos caras. Así Horacio lo llama Padre de la mañana. A este mismo dios se consagra todo comienzo, y se le llama Jano porque abre la puerta a la vida o la puerta (janua) del año.
Los hombres se referían a Jano como un dios ‘de lo que empieza’ y a Término como uno ‘de lo que acaba’.  Se atribuye a Jano el poder de todos los principios, precisamente es el que abre la puerta a la concepción.  A Jano se le invocaba cuando se pretendía tener hijos: «cuando se concibe la prole es de Jano donde toman principio todas las obras». Varrón, enumerando a los dioses, dice que Jano es el primero de todos los númenes que asisten a los hombres, ya desde su concepción. El último de ellos es Nenia, a quien se invoca en los entierros de los ancianos.
Jano ya existía al principio de todo, como dios de los orígenes, y por lo tanto no tuvo progenitores. Ovidio y Festo lo idenfican con el Caos,  es llamado «dios de dioses» en el canto de los Salios  y el «más antiguo de los dioses».  Otros lo imaginaron como hijo del Cielo y Trivia, según Arnobio,  y hermano de Saturno y Ops.   Se dice que Jano procede de la Perrebia tesalia  o del mar Jónico.  Cuando los sabinos intentaron tomar el Capitolio, Jano hizo brotar aguas hirvientes sobre los enemigos, repeliéndolos. Por ello se le invocaba al comenzar una guerra, y mientras ésta durara, las puertas de su templo permanecían siempre abiertas, con el fin de que acudiera en ayuda de la ciudad; cuando Roma estaba en paz, las puertas se cerraban.
Macrobio, hablando del origen de las Saturnales, dice que Italia fue gobernada por primera vez por Jano, que había llegado por primera vez al Lacio. Compartía el poder de estas tierras junto con un rey nativo, Cameses. La región era llamada Camesina y la colina Janículo. Tras la muerte de Cameses Jano se convirtió en el rey exclusivo. Los romanos honraban a Jano porque con su doble rostro conoce el pasado y el futuro. Las compañeras en el culto apropiadas para Jano eran Antevorta y Postuerta. Jano como hubiera acogido en hospitalidad a Saturno, llegado por mar, y, habiendo aprendido de él la técnica de la agricultura, hubiera mejorado aquella forma de vida que antes de conocer las cosechas era agreste y ruda, le recompensó asociándole al trono. Es más, como quiera que fuera el primero en acuñar moneda, también en esto observó deferencia hacia Saturno.
En cuanto a la consorte y descendencia de Jano no hay ninguna tradición establecia. Con Juturna fue padre de Fonto  y con Venilia de Canente.    A Tíber (Tiberino) se lo imagina como un hijo de Jano y de Camasena.  Otros dicen que Jano y Camasena era hermanos. Ateneo, citando a un tal Dracón de Corcira, escribe que Jano tuvo con su hermana Camese un hijo llamado Étex (Aithex) y una hija llamada Olistene. De ellos nada más se sabe.  Otras versiones dicen que la paredra de Jano era Jana, una pareja de divinidades adoradas como el sol y la luna. Se decía que Jano recibía los sacrificios antes que los demás porque, a través de él, se hacía evidente la vía de acceso a la deidad deseada.  Y también se dice que Jano amó a otra ninfa, Carna o Crane, y que, como gratitud, la hizo diosa tutelar de los quicios de las puertas.
Dentro de los muchos apelativos que recibe el dios, vale la pena destacar dos: Patulcio (de patere, ‘el abridor’) y Clusio (de claudere, ‘el que cierra’). Patulcio era usado para invocar la cara del dios que se ubicaba delante de la puerta por quien deseaba atravesarla (para entrar o salir). Como complemento, la cara que se le opone a ésta del otro lado de la puerta, es invocada como Clusio. Ambos nombres declaran la doble funcionalidad del dios.
Al igual que Prometeo, Jano es una clase de héroe cultural, ya que se le atribuye entre otras cosas la invención del dinero, la navegación y la agricultura. Según los romanos, este dios aseguraba buenos finales. En su tratado sobre los Fastos, Ovidio caracteriza a Jano como aquel que en compañía de las Horas custodia las puertas del cielo. El propio dios relata que toda puerta tiene dos frentes gemelas, a un lado y a otra, de las cuales, la una mira a la gente y la otra, en cambio, al dios-lar. Y de la misma manera que un portero, sentado junto al umbral de la entrada principal, ve las salidas y las entradas, así Jano, portero de la corte celestial, alcanza a ver a un tiempo la parte de Levante y la parte de Poniente. Ve las caras de Hécate, orientadas en tres direcciones para guardar las encrucijadas que dan a tres caminos; Jano, para no perder el tiempo torciendo el cuello, tiene licencia para mirar a dos de ellos a la vez, sin mover el cuerpo.